# سيباستيان باثكيث
للاعب كرة القدم الأوروغوياني، انظر رودريغو سيباستيان فاسكيز.
سيباستيان فاسكيز، كاتب مسرحي إسباني من القرن الثامن عشر.

## الحياة والأعمال
متخصص في المسرح القصير (السينيتيس والتوناديلاس)، وكان معاصرًا لكاتب السينيتيس الشهير رامون دي لا كروز، ومنافسه الرئيسي في مدريد، رغم أنه لم يتمكن من الحصول على الأجر التفضيلي الذي كان يُعطى لكروز (600 ريال) إلا في مناسبة واحدة خلال عيد الميلاد سنة 1775، حيث حصل على 1200 ريال مقابل عرض شركتَيْن من فرقته لسينيتين.
نُسبت بعض أعماله إلى رامون دي لا كروز (مثل تشيريفيتاس الجبّاص، الكبرياء المعاقبة والرحمة المثابة، وغيرها)، مما يدل أحيانًا على التشابه في الأسلوب بينهما. حقق شهرة كبيرة في الثلث الأخير من القرن الثامن عشر، ويبدو أن التنافس المسرحي بينه وبين دي لا كروز انتهى بالعداء، ربما لأن فاسكيز كان يُقلّد أسلوب كروز أحيانًا (كما في تشيريفيتاس الجبّاص المستوحى من الحجّار)، أو لأنه كان يقدّم نفسه كشاعر مسرح شعبي وممتع، يرى أن المسرح يجب أن يكون "بيتًا للمتعة، لا جامعة للحكماء".
عرض أكثر من ثمانين سينيتا في مدريد بين 1774 و1798، أغلبها مع فرقة مانويل مارتينيث.
أقدم سينيتا محفوظة له بخط اليد هو مباهج القنال من قوارب ونزهات ورقص (1774)، وهو تصوير حيّ سابق للوحات غويا مثل نزهة على ضفاف مانزاناريس أو رقص على ضفاف مانزاناريس. لكن توجد وثيقة مالية تُشير إلى أنه كان يكتب للمسرح الصغير منذ عام 1766، وهو أمر منطقي، لأن أحد عشر سينيتا له عُرضت في موسم 1774-1775، ومن غير المعقول أن تجرؤ الفرق على عرض هذا العدد لكاتب مجهول. لذا من المحتمل أن أعماله الأولى لا تزال محفوظة بخط اليد وتحتاج إلى اكتشاف.
شخصياته في الغالب من الطبقات الشعبية (العُميان، الخدم، العمال، الحرفيون وأسرهم، والنساء الشعبيات "ماخاس")، ومواضيعه المفضلة هي الحب: يحاول العشاق الزواج رغم معارضة الأب أو الوصي، كما في مقلب سَلة الحرفيين (1774)، منزل أستاذ الموسيقى الأعور (1777)، الجزّ أو العشاق المكشوفون (1779)، الأب المريض والفتاة المُحبة (1781)، مقالب الحلاق (1789)، الجنون المُتظاهر (1793). الحيلة للحصول على الطعام أو المال على حساب الآخرين: كما في الجائع في ليلة الميلاد (1774) حيث يستولي كاهن على عشاء ماركيز فاخر، وفي نزهة خائبة للكتبة والخدم (1782)، وباكا المالحة ونزهة الباعة (1790) حيث يُحاول الخدم إعداد نزهة بما سرقوه من أسيادهم. رغم وجود طابع توجيهي في بعض سينيتاته (ضد التودد، الزواج غير المتكافئ، تبذير الطبقة الغنية لتقليد الأزياء الفرنسية...)، إلا أن هدفه الأساسي كان تسلية الجمهور. قدّم لهم السحر، عروض الثيران، مسرح داخل المسرح، الغناء، الرقص، المقالب، الشجارات، التنكّرات، التباس الهويات في الظلام، والكثير من الألعاب اللفظية.
أبرز ما نال به شهرة هو مسرحية الخطّاب الثلاثة غير الكاملين: الأصم، المتلعثم، والأعور (1775)، حيث تقول امرأة إنها ستتزوج من الخاطب الذي يقدم لها أفضل سيريناتا. من أبرز أعماله أيضًا: النصائح الجيدة وعرض إييسكاس (1776) والأوغاد المهملون يخيبهم النساء (1777) في الأولى، يُعاد تصوير عالم مصارعة الثيران بواقعية أكبر من تلك التي قدمها كروز في حفلة العجول (1768)، مع استعراض مسرحي كبير يشمل عجلًا حقيقيًا، بغلين، ومصارعي ثيران محترفين كممثلين. في الثانية، تتنكر نساء قرية بزي "موروس" ويمثّلن غزوًا لقريتهن لخداع الرجال الذين يقضون وقتهم في الشرب واللعب بدلًا من العمل، ما يُنتج عرضًا عسكريًا لافتًا، وهجومًا رائعًا على حانة القرية، وعدة رقصات غريبة. كتب فاسكيز أيضًا سينيتا ساخرة فريدة من نوعها عن الموضات الفرنسية الباهظة: نموذج تسريحة الشعر الجديدة من باريس (1778)، بطلاه حلاق وصانعة أغطية رأس فرنسيان ثريان وغريبان، يشاركان في عرض تسريحة ضخمة وسخيفة ابتكرها كوكين طمعًا بالربح. من الأعمال المعبرة عن عالم فاسكيز: القاعة الممتعة لكل أنواع الشخصيات الطبيعية (1780)، حيث تذهب فرقة مانويل مارتينيث إلى عرض يظهر فيه أبرز شخصيات مدريد كما لو كانت في عرض دمى، ويتفاعل الواقع بالخيال في مشاهد عديدة. الماخاس يصبحن نقابة واستقبال للـ "تشينشي" (1775-1776)، حيث تجتمع نقابة خيالية من النساء الشعبيات لتنصيب ماخا جديدة، لكن العديد منهن (بما فيهن المرشحة) هم رجال من الفرقة. فلاحي تريّو (ومِنظار يكشف كل شيء)(1781)، يعرض موكبًا طريفًا من الشخصيات، إذ يراقب بعض الفلاحين الناس في شارع برادو ويكتشفون بمنظار أن أغلبهم يخفون حقيقتهم. لكن الجمهور يبدو أنه قاطع المسرحية.سينيتات أخرى جديرة بالذكر: تحولات الطباخ المضحكة كوبيلتيه (1781): عرض سحري حيوي. الجنون الأظرف تكريمًا للملك (1789): قرية أراغونية تنظم أكبر المبالغات لإظهار ولائها لكارلوس الرابع وزوجته. خدعة الشراب (1792): رفض الرقابة عنوانه الأصلي لأنه غير توجيهي بما يكفي، فصار اسمه الزوج المخدوع وتأديب النساء، لأنه ينتقد الأزواج الذين يسمحون لزوجاتهم بعلاقات مشبوهة مع المعجبين. كما استخدم فاسكيز الأشباح الزائفة أو "الشياطين" لإمتاع الجمهور، كما في الشقيقان، أحدهما بلا ذاكرة والآخر نَهِم، عُرضت يوم عيد الميلاد 1785، ويتنكر فيها أحد الأخوين بشبح لطرد ضيوف غير مرغوب فيهم، ويستمتع الجمهور بموكب شخصيات متنوع. من بين المسرحيات التي تناول فيها عادات وتقاليد حياة الفرق المسرحية: النساء المتآمرات (1774) وهنا انتهى السينيتا (شجار بولونيا مع تشينيتا) (1775) وسينيتا لأغنية القُصينيا (1776) وتسليم كتابات السينيتا (1776) والمسرح المعاد إحياؤه (1779) وطالما أننا لا نربح رغم العمل ليلًا ونهارًا، فلنفك الفرقة ونبحث عن مصير آخر (1780) والعقاب في شكل تسلية وطلب بولونيا (1782) ،كلها تناولت حياة الفرق المسرحية، تشكيلها في بداية الموسم، مشاكلها المالية، وصول ممثلة جديدة، أو الخلافات المزيفة بين الممثلات.
كان فاثكيز أيضًا مؤلفًا مشهورًا لأغاني الطناديا المسرحية، وكتب عدة كوميديات: "أن يحب عدوه الخاص" (1774)، "الأميرة الحصادة" (إعادة صياغة لعمل تيرسو دي مولينا)، "الرجل يبحث عن دمار نفسه" (1777)، "كارلوس الخامس في فيينا" (المعروفة أيضًا باسم جبر الشجاعة، المملكة، الأخ والرأي) (1777)، "ما تطمح إليه المعرفة، يعرف الحب كيف يتغلب عليه" (كوميديا سحرية من عام 1779)، "عائلة لوبيث وعائلة سوليس" (1791)، وقام بإعدادات لعمل بيريث دي مونتالبان "أعظم قيمة في العالم لرجل هُزم من قبل امرأة" (أو السامسون أو الناصري الإلهي سامسون) (1781).
لقد دُرست أعماله بشكل خاص من قبل كريستيان بييتافي، الذي خصص له أطروحته وعدة مقالات.

## قائمة الساينيتات المنسوبة إليه حتى الآن
مخزن الخادمات / السيد والخادم في بيت النبيذ الفاخر (أو صانع البراميل) / المنجمون والصيدلي / زفاف الحارس / الأوغاد الذين أهملتهم النساء فخدعن / النصائح الجيدة وعرض إيييسكاس / الأجراس والزوج العجوز / بيت معلم الموسيقى الأعور / العقوبة في التسلية وطلب بولونيا / التنازل عن العروس وإعطاء المال فوق ذلك / الممثلون القادمون من الهند / كورونادو النائم / الخدم والمريض / الحراسة الليليّة في برادو / خدعة صناع السلال (أو الشماس الساحر) / خدعة صانع الكراسي (أو الجزء الثاني من يوم اليانصيب) / شيريفيتاس الجصاص / الذبح المزيف (وخدع تاجر النبيذ) / متع القناة في القوارب، النزهة والرقص / يوم اليانصيب (الجزء الأول) / الأخوان، أحدهما شره والآخر بلا ذاكرة / الشبح المزيف (الخدعة الظريفة للشبح المزيف) / ذو الهوس والأطباء المزيفين / الأكاذيب المصدقة / تسليم كتّاب الساينيت / تأديب المحتالين وخيبة العشاق / جزّ الصوف أو العشاق المُكتشفون / الثرثرة النسائية والبستانيون الظرفاء / الغرفة المسلية لكل أنواع الشخصيات الطبيعية / الذكاء الظريف / الخدعة الظريفة للشبح المزيف / الظرفاء الغاضبون / الجائع في ليلة الميلاد / مقدمة هزلية لتقديم ماريا مونتيس في المسرح / ما يعود للماء، يأخذه الماء (حانة العم بيلاتوس) / الجنون المصطنع (وزواج مُحقّق) / الجنون الأكثر ظرافة تكريماً للملك / الجنون الأظرف بسبب الخداع المصدق / الزوج المخدوع / الأغبياء الأندلسيون / النزهة الفاشلة للكتّاب والخادمات / المنظار يرى كل شيء في مساء سان بلاس / نموذج تصفيفة الشعر الجديدة في باريس / النساء المتآمرات / لا يوجد وقت أفضل من وقت بلازا مايور / العروس الراضية والعريس المرتبك / ورشة الخياطين / باكا المالحة ونزهة الشبان الصغار / الأب المريض والفتاة المُحِبة / المشاهد الظريفة في بلدة / الفلاحون من تريو (مع المنظار الذي يكشف كل شيء) / الحفلة الصغيرة / بيريكو مرصّف الشوارع / بما أننا لا نربح من العمل ليلاً ونهاراً، فلنُحلّ الفرقة ونبحث عن وجهة أخرى (مرصّفو الشوارع) / خلاصة البؤس / سكن العيوب / عودة الأحمق من فرنسا / شجار بولونيا مع تشينيتا (حتى هنا وصل الساينيت) / ساينيت لأغنية القفّة / ساينيت لتقديم السيدة ماريانا ماركيز لجمهور مدريد في الأسبوع الأول من موسم العروض الليلي / الشاب المُغرم / الكبرياء المعاقبة والرحمة المُكافأة / عملية التهريب (نسبة لا تزال مشكوكاً بها) / سحب أسماء الميليشيا / الحلم (ساينيت جديد لتبدأ نيكولاسا بكونها ظريفة) / المساء في برادو / عودة المسرح للحياة / العم فيغورنيا (الحدّاد) / المصارع الفارس من أولميدو / المحتال (نسبة لا تزال مشكوكاً بها) / التحولات الظريفة لطباخ الحساء كوبيلتي / مغامرات الحلاق / الخطّاب الثلاثة غير الكاملين / تبادل الخادمات / خادم واحد يقوم بدورين في وقت واحد / البهلوانيون المزيفون / عودة الحمال والزواج المزيف / أصبحت الماجات نقابة (واستقبال تشينشي) / لقد حان الوقت المناسب لإنهاء موسمنا

## روابط خارجية
- نص مسرحية "الأخَوان" لـ سباستيان فاثكيث
- [1]نص "الخدعة الطريفة للجنّي المزيّف" لـ سباستيان فاثكيث
- [2]إصدار رقمي لمسرحيات الساينيتيس لسباستيان فاثكيث، من إعداد كريستيان بايتافي، مشروع CORTBE
- [3]قاعدة بيانات حول الأعمال والممثلين في القرن الثامن عشر (قيد الإنشاء)